# Wilhelm Näscher
Wilhelm Näscher (* 9. August 1892 in Gamprin; † 24. Dezember 1948 ebenda) war ein liechtensteinischer Landwirt und Politiker (FBP).

## Biografie
Wilhelm Näscher war der Sohn von Franz Josef Näscher und dessen Frau Barbara (geborene Näscher). Er arbeitete als Landwirt, war von 1924 bis 1930 Mitglied im Gemeinderat von Gamprin und fungierte im Anschluss von 1930 bis 1936 als Gemeindevorsteher von Gamprin. Des Weiteren fungierte er von 1929 bis 1931 als Vermittler und war von 1932 bis 1936 für die Fortschrittliche Bürgerpartei Abgeordneter im Landtag des Fürstentums  Liechtenstein.
Am 21. November 1932 ging Näscher die Ehe mit Emma Peter (* 15. September 1911, † 20. Juli 2001) ein. Aus der Ehe gingen sieben Kinder hervor.